# Strange Intruder
Strange Intruder (bra: Um Estranho em Minha Vida) é um filme noir de 1956 dirigido por Irving Rapper e estrelado por Edmund Purdom e Ida Lupino.
O filme foi baseado no romance de Helen Marjorie Fowler publicado nos Estados Unidos em 1953 com o título The Intruder.

## Enredo
Morrendo em um campo de prisioneiros de guerra na Coréia, Adrian Carmichael descobre que sua esposa Alice o traiu. Ele faz o amigo Paul Quentin prometer não deixar os filhos dos Carmichaels serem criados por outro homem, aconteça o que acontecer.

## Elenco
- Edmund Purdom como Paul Quentin
- Ida Lupino como Alice Carmichael
- Ann Harding como Mary Carmichael
- Jacques Bergerac como Howard Gray
- Gloria Talbott como Meg Carmichael
- Carl Benton Reid como James Carmichael
- Douglas Kennedy como Parry SanBorne
- Donald Murphy como Dr. Adrian Carmichael
- Ruby Goodwin como Annie, governanta de Alice
- Mimi Gibson como Libby Carmichael
- Eric Anderson como Johnny Carmichael